# 伯特·圣约翰
伯特·圣约翰（英語：Bert St. John，1879年7月28日—1932年9月19日），生于昆士兰州，澳大利亚男子网球运动员。他曾获得澳大利亚网球公开赛男子双打冠军。他于1932年在昆士兰州去世。